# نبيذيات
النبيذيات أو البيبيونيات أو ذباب مارس أو عائلة الذباب الضحاك أو البق المحب  أو فصيلة بيبيونيدي (الاسم العلمي Bibionidae)، هي فصيلة حشرات من رتبة ذوات الجناحين. أجناسها وأنواعها(650-700) عديدة. أجسامها مستطيلة مبططة، رؤوسها مستديرة. عيويناتها كبيرة. قرونها الاستشعارية قصيرة ودقيقة. ذكورها سمر واناثها إلى الحمرة. يرقاتها دودية الشكل لونها إلى السمرة، رؤوسها سود لامعة. نظامها الغذائي يختلف باختلاف محيطها الحيوي فهي تاربة وخاضلة وخاشبة في آن واحد تعيش من التراب وعلى جذور النبات.